# Rájec-Jestřebí
Rájec-Jestřebí är en stad i Tjeckien. Den ligger i distriktet Okres Blansko och regionen Södra Mähren, i den östra delen av landet, 180 km öster om huvudstaden Prag. Rájec-Jestřebí ligger 295 meter över havet och antalet invånare är 3 619.
Terrängen runt Rájec-Jestřebí är varierad. Rájec-Jestřebí ligger nere i en dal. Runt Rájec-Jestřebí är det tätbefolkat, med 427 invånare per kvadratkilometer. Närmaste större samhälle är Blansko, 5,3 km söder om Rájec-Jestřebí. I omgivningarna runt Rájec-Jestřebí växer i huvudsak blandskog.